# Landesdirektion (Bayern)
Landesdirektionen waren staatliche Mittelbehörden, die ab dem Jahr 1799 in Kurpfalz-Bayern und dem Nachfolgestaat, dem 1806 gegründeten Königreich Bayern, im Zuge von Staatsreformen gegründet wurden. Die Landesdirektoren wurden 1808 mit der Einrichtung der Kreise wieder aufgelöst.

## Geschichte
Die historische Gliederung Bayerns in die Rentämter München, Landshut, Straubing, Burghausen und Amberg wurde bereits 1802 durch den Minister Maximilian von Montgelas aufgehoben.
Ab 1799 wurden Landesdirektionen als neue Mittelbehörden eingerichtet. Die Landesdirektion München (offiziell erst 1803 so bezeichnet) war für Oberbayern und Niederbayern zuständig. Die Umwandlung der Regierungen Amberg und Neuburg in die Landesdirektionen Amberg (für die Oberpfalz mit Sulzbach) und Neuburg (für Pfalz-Neuburg) erfolgte ebenfalls 1799. Mit den Erwerb neuer Gebiete wurden 1803 weitere Direktionen eingerichtet:
- Landesdirektion Schwaben in Ulm für das Hochstift Augsburg u. a.
- Landesdirektion Bamberg für das Hochstift Bamberg u. a.
- Landesdirektion Würzburg für das Hochstift Würzburg u. a.

Die Landesdirektionen wurden 1808 mit der Einrichtung der Kreise im Königreich Bayern aufgelöst.